# Chlewiszczeno
Chlewiszczeno (ros. Хлевищено) – wieś (ros. деревня, trb. dieriewnia) w zachodniej Rosji, w osiedlu wiejskim Michnowskoje rejonu smoleńskiego w obwodzie smoleńskim.

## Geografia
Miejscowość położona jest 0,7 km od drogi federalnej R135 (Smoleńsk – Krasnyj – Gusino), 2 km od drogi federalnej R120 (Orzeł – Briańsk – Smoleńsk – Witebsk), 13 km od drogi magistralnej M1 «Białoruś», 1 km od centrum administracyjnego osiedla wiejskiego (Michnowka), 7 km od Smoleńska, 4,5 km od najbliższego przystanku kolejowego (Dacznaja I).
W granicach miejscowości znajdują się ulice: Krasninskaja, Kriemlowskaja, Ruczejnaja, Smolenskaja, Tichij pierieułok.

## Demografia
W 2010 r. miejscowość zamieszkiwały 24 osoby.